# Melba Moore
Melba Moore, pseudonimo di Beatrice Melba Hill (New York, 29 ottobre 1945), è un'attrice, cantante e musicista statunitense.
Ha recitato in diversi musical a Broadway, tra cui Hair, Purlie, Timbuktu! e Les Misérables. Nel 1970 ha vinto il Tony Award alla miglior attrice non protagonista in un musical per Purlie.

## Biografia
Nasce a New York, figlia del jazzista Teddy Hill e della cantante Bonnie Davis, e studia alla Newark Arts High School (Newark) e alla Montclair State University (Montclair) dove si laurea nel 1970.
Nel 1968, ancora studentessa, viene scritturata nel musical Hair, per il debutto al Bitmore Theatre, nel ruolo di Dionne per poi sostituire Diane Keaton nel ruolo di Sheila. Nel 1970 interpreta Lutiebelle nel musical Purlie, premiata con il Tony Award alla miglior attrice non protagonista in un musical, prima attrice afroamericana a ricevere tale riconoscimento.
Negli anni 1980 partecipa a film TV e a serie televisive. Nel 1995 interpreta il ruolo di Fantine nel musical Les Misérables.
Nel 2003 prende parte al film musicale The Fighting Temptations con Cuba Gooding Jr. e Beyoncé.

### Carriera musicale
Melba Moore è stata inserita nella Official Rhythm & Blues Music Hall of Fame con la cerimonia tenutasi al Charles H. Wright Museum of African American History di Detroit il 4 ottobre 2015.

## Filmografia

### Cinema
- Some Kind of a Nut, regia di Garson Kanin (1969)
- Pupe calde e mafia nera (Cotton Comes to Harlem), regia di Ossie Davis (1970)
- Piccioni (The Sidelong Glances of a Pigeon Kicker), regia di John Dexter (1970)
- Lost in the Stars, regia di Daniel Mann (1974)
- Hair, regia di Milos Forman (1979)
- Def by Temptation, regia di James Bond III (1990)
- The Fighting Temptations, regia di Jonathan Lynn (2003)
- Hip Hop Holiday, regia di Terri J. Vaughn (2019)

### Televisione
- Love Boat, episodio The Stimulation of Stephanie / The Next Step / Life Begins at 40 (1979)
- Flamingo Road, episodio Flamingo Road (1980)
- Purlie, film TV (1981)
- La valle dei pini, 1 episodio (1983)
- Love Boat, episodio Dreamboat/Gopher, Isaac & the Starlet/The Parents/The Importance of Being Johnny/Julie and the Producer (1984)
- Ellis Island, miniserie TV (1984)
- ABC Weekend Specials, episodio The Adventures of a Two-Minute Werewolf (1985)
- American Playhouse, episodio Charlotte Forten's Mission: Experiment in Freedom (1985)
- Hotel, episodio Passports (1985)
- Melba, miniserie TV (1986)
- Falcon Crest, 4 episodi (1987)
- ABC Afterschool Specials, episodio Seasonal Differences (1987)
- I Robinson, episodio I cimbali del veggente (1988)
- Mother's Day, film TV (1989)
- Monsters, episodio The Mandrake Root (1989)
- Quando si ama, soap opera (1992)
- Square One Television, episodio 5x11 (1992)
- Mathnet, episodio The Case: Off the Record (1992)

## Teatro

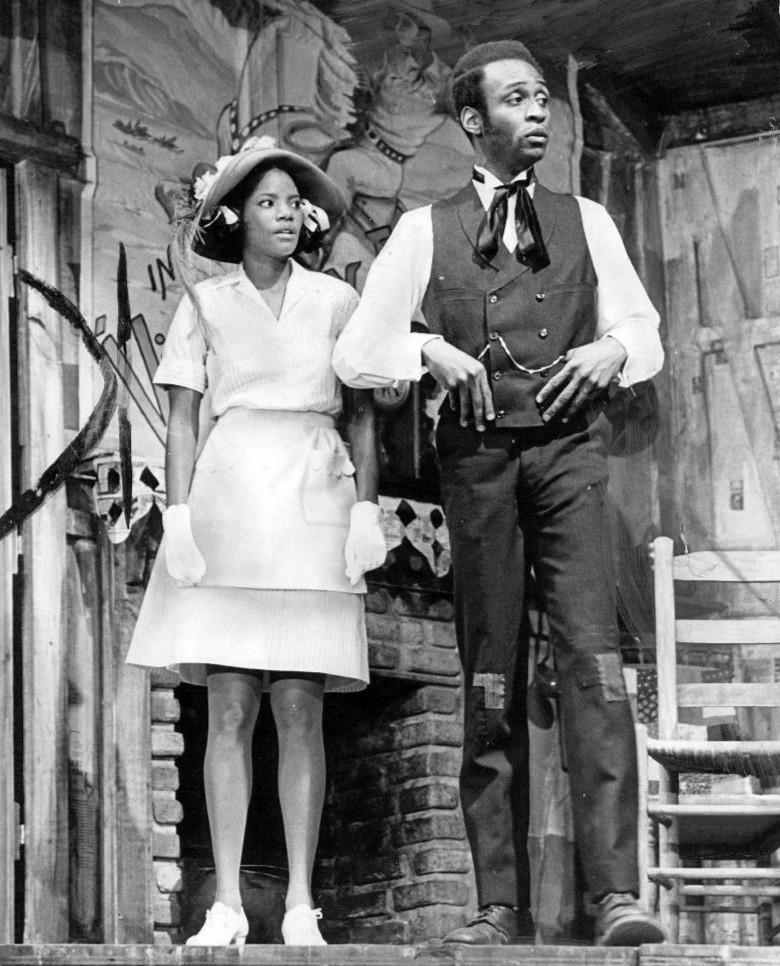
Melba Moore con Cleavon Little nel musical Purlie (1970).

- Hair, scritto da James Rado e Gerome Ragni, musiche di Galt MacDermot, regia di Tom O'Horgan (1968-72)
- Purlie, di Ossie Davis, regia di Philip Rose (1970-71)
- Timbuktu!, scritto da George Forrest e Robert Wright, regia di Geoffrey Holder (1978)
- Inacent Black, di A. Marcus Hemphill, regia di Mikell Pinkney (1981)
- From the Mississippi Delta, di Endesha Ida Mae Holland (1993)
- Les Misérables, regia di Trevor Nunn e John Caird (1995)
- Brooklyn - The Musical, di Mark Schoenfeld e Barri McPherson (2006)
- After Midnight, Norwegian Escape (2015)